# Heliconia cristata
Heliconia cristata är en enhjärtbladig växtart som beskrevs av Humberto de Souza Barreiros. Heliconia cristata ingår i släktet Heliconia och familjen Heliconiaceae. Inga underarter finns listade.